# Billy Barrix
Billy Barrix (5 juni 1937 - 22 februari 2013) is een Amerikaans country- en rock-'n-rollzanger uit Tennessee, die voordat hij countrymuziek ging zingen, in 1957 een Rockabilly Single opnam bij Chess Records in Chicago. Van de eerste bootleg opname zijn weinig exemplaren bewaard gebleven, en hoewel hiervoor geen bewijs is zijn er geruchten dat er ook een versie op het label Schreveport was uitgebracht.
Barrix introduceerde zijn versie van de hiccup-zangstijl zowel op de A-kant - "Almost", als ook op de B-kant "Cool off Baby", wat duidelijk geïnspireerd is op Elvis Presley's "Baby Let's Play House" uit 1955.
Verder was Billy diskjockey in Chicago (Illinois) in 1971, om vervolgens terug te keren naar Nashville om opnieuw countrymuziek op te nemen.

## Discografie
| 1957            | Cool Off Baby / Almost                                      | Chess 1662    |
| 1960            | I Was Dreaming / Same of the Things *                       | Brave 1023    |
| 1966            | Big Blue Monster / A World You Destroyed *                  | Dunwich 132   |
| 1966            | Blue Ribbon Clown / I Talk In My Sleep *                    | Dunwich 137   |
|                 | Before I Met You / Have I Told You Lately That I Love You * | IRC 1826      |
|                 | Santa Claus Song / Mommy for Xmas                           | Chaparral 507 |
| Bootleg records |                                                             |               |
| 1957            | - Cool Off Baby (primary version)                           | Chess         |

- Library of Congress Control Number: no2002102246
- MusicBrainz: 2716d0fd-bd0d-4b28-93ec-ef84aec4660c
- Virtual International Authority File: 66147599
- WorldCat: E39PBJdWRXRqGgfk8GQJ4M4jG3